# Фурио Ђунта
Драгутин Гроздановић, познатији под уметничким именом Фурио Ђунта (Ниш, 14. септембар 1984), српски је репер.
Широј јавности је познат по сарадњи са Демониом, ког називају једним од пионира новог таласа српског хип хопа. Деби албум Луцидан потез објавио је 2013. године, а годину дана након тога и албум Инстант харизма. Крајем 2014. године сарађивао је са хрватском групом Дјечаци, са којима је објавио песму Фунта.
Током 2017. године објавио је свој трећи студијски албум под називом Време ничега. На албуму се налази 10 песама, а издат је за продукцијску кућу IDJTunes. Као гости, на албуму се појављују Зли Тони, Мали Мире и Фокс.
Поред тога, у оквиру групе BCREW наставио је да сарађује са Демониом и заједно су за IDJVideos 2017. године објавили албум Институција. На албуму се налази 12 песама, а од гостију се појављују Мали Мире, Голди, Вук Моб, Ем-Си-Ен и Марко Луис.
Драгутин је по струци лекар. Запослен је као хирург на Клиници за кардиоваскуларну и трансплантациону хирургију у Нишу.

## Дискографија

### Албуми
Соло
- Луцидан потез (2013)
- Инстант харизма (2014)
- Време ничега (2017)

BCREW
- Институција (2017)